# Peter Näf
Peter Näf, död efter 1253, var en svensk frälseman, herre från 1246,  och lagman i Västergötlands och Dals lagsaga, enligt Almquist 1251 till 1253 medan andra uppgifter säger att han var Västergötlands 20:e lagman, samt att han nämns som lagman 1246 - 1253, Men källäget kring Peter Näf som person är svagt, och detaljerna kring hans släktskap är därför mycket osäkra.
Flera historiker har föreslagit att Peter Näf var son till lagmannen Eskil Magnusson vilken tillhörde Bjälboättens lagmansgren, och var lagman i Västergötland 1217–1227.: 
| ”                               | De bevisade blodsbanden mellan biskop Brynolf Algotsson och hertig Bengt Birgersson tyder tämligen entydigt på att Västergötlands lejon-förande lagman Peter Näf var en avkomling av den västgötske lagmannen Eskil Magnusson (lejon), en av Magnus Minneskölds (troligen sigill med lejon) på Bjälbo äldre söner, för att inte säga den äldste. Lagman Peter Näf skall alltså ha varit biskop Brynolf Algotssons morfar | „ |
| – Bo Theutenberg, "Tornetaggen" | |   |

Det har föreslagits att hans efterträdare på lagmansuppdraget, Gustaf Petersson (lejon) skulle vara hans son, och lagmansämbetet under 1200-talet har inte sällan gått i arv, men Peter Näfs relation till lagmannen Gustaf Petersson är oklart. 
Det anses också vara troligt att Peter Näf var far till Margareta Petersdotter (vars sigill troligen bestod av ett lejon), gift med lagmannen Algot Brynolfsson (1270–1288), stamfar till Algotssönerna.
Peter Näf är känd som lagman från ett dokument daterat 17 januari 1251, när kung Valdemar Birgersson kungör att drottning Katarina med samtycke av sin syster Bengta och sin farbror Holmger till klostret i Gudhem ger gåvor, vilket Västergötlands lagman Peter beseglat med sitt sigill, vilket idag tyvärr är borta.
Däremot finns emellertid säkra uppgifter kring hans sigill, från ett dokument daterat 11 februari 1253, vilket avbildar ett gående lejon med ett svävande kors ovanför huvudet. Det är troligt, men inte säkert, att lejonet i sigillet antyder en släktkoppling till Bjälboätten.